# Archäologisches Museum Granada

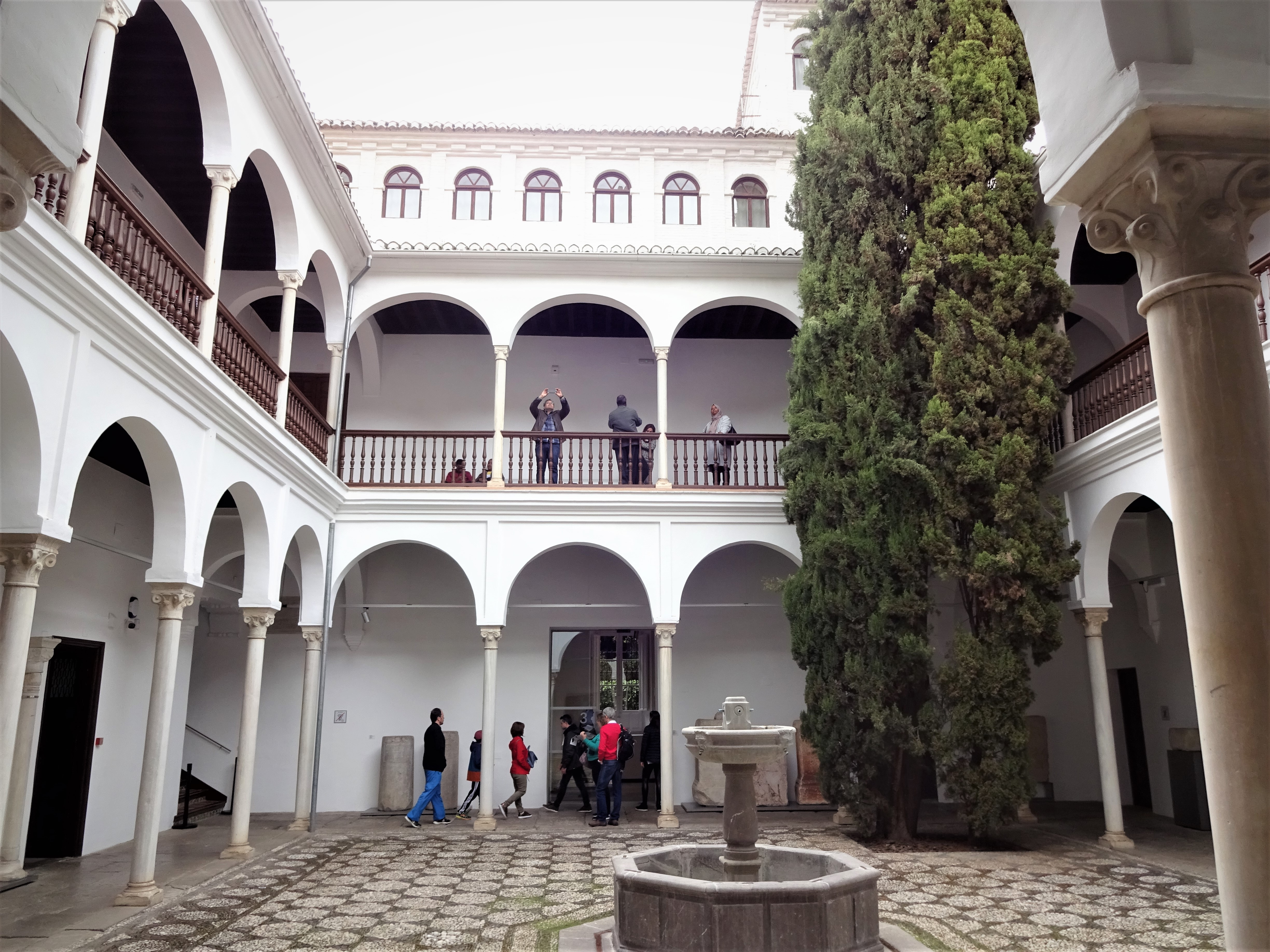
Innenhof des Palastes Casa de Castril

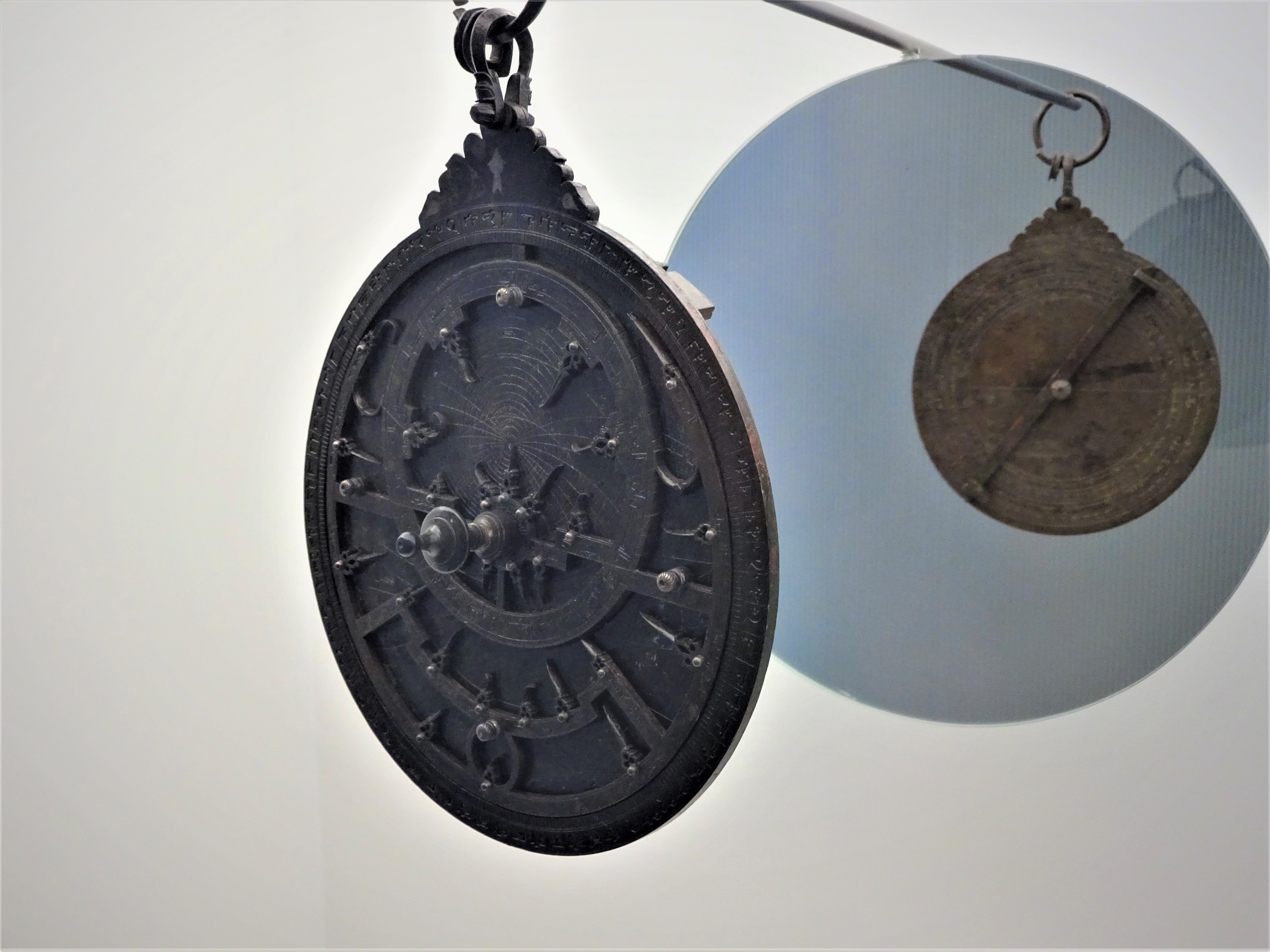
Astrolabium des Ibn Zawal

Das Archäologische Museum Granada zeigt archäologische Funde von der vorgeschichtlichen Zeit bis zum Jahr 1492. Es befindet sich im Palast Casa de Castril in der Innenstadt von Granada, unweit der Alhambra. Zumindest die Fassade des Palastes stammt aus dem Jahr 1539. Das Museum liegt an der Uferstraße des Rio Darro, am Übergang von der Carrera del Darro (Nr. 41) zur Po. Padre Manjon. Gegründet wurde das Museum im Jahr 1879. Neben Keramik und Waffen zeigt es unter anderem das Astrolabium des muslimischen Astronomen Ibn Zawal aus dem Jahr 1481.

## Rundgang
Saal 1 zeigt prähistorische Funde, Saal 2 die Antike und Saal 3 Funde aus spätrömischer bis in die muslimische Zeit. Im Innenhof werden unter den Kolonnaden auch größere Exponate, wie zum Beispiel römische Grabsteine gezeigt. Das Obergeschoss hat noch keine für die Öffentlichkeit zugänglichen Ausstellungsräume.